# John Selden
John Selden (1584-1654) fou un intel·lectual anglès que va exercicir com a advocat, polític i escriptor. Destacà sobretot pels seus llibres d'història, de gran erudició i influència entre altres autors britànics, com per exemple John Milton.
Algunes de les seves obres més conegudes són:
- Titles of Honor, sobre la noblesa anglesa
- Analecton Anglobritannicon, sobre el dret civil anglès
- History of Tithes, una polèmica història sobre la divisió territorial anglesa
- De diis Syriis, sobre l'antiga Síria
- De jure naturali et gentium juxta disciplinam Ebraeorum, sobre el dret jueu
- Table Talk, recull de les seves opinions sobre temes diversos